# Wojciech Słupiński
Wojciech Słupiński (ur. 23 czerwca 1966 w Łodzi) – polski aktor.

## Życiorys
Ukończył Państwową Wyższą Szkołę Teatralną w Warszawie, Wydział Sztuki Lalkarskiej w Białymstoku.
Obecnie związany z Teatrem Lalka w Warszawie. Zajmuje się także dubbingiem. Okazjonalnie występuje w reklamach telewizyjnych i radiowych.

## Filmografia
| Rok       | Tytuł                           | Rola                                     | Uwagi                               |
| --------- | ------------------------------- | ---------------------------------------- | ----------------------------------- |
| 1987      | Ucieczka z miejsc ukochanych    |                                          |                                     |
| 1996–1998 | Ulica Sezamkowa                 | Bazyli                                   | polska edycja                       |
| 2000      | Sukces                          |                                          |                                     |
| 2003      | Zaginiona                       | barman w hotelowym barze                 | odc. 1, 6, 7                        |
| 2004      | Pensjonat pod Różą              | Romek, gość pensjonatu                   | odc. 6, w napisach nazwisko Słupski |
| 2005      | Wiedźmy                         |                                          | odc. 12                             |
| 2006      | Niania                          | starszy kelner                           | odc. 60                             |
| 2007      | Faceci do wzięcia               | brat Sebastian                           | odc. 46                             |
| 2007      | Trzy po trzy – Numery z kwatery | Wojtek                                   |                                     |
| 2007–2008 | Glina                           | policjant Bartnicki                      |                                     |
| 2008      | Na Wspólnej                     | ochroniarz                               |                                     |
| 2008      | Ojciec Mateusz                  | strażnik                                 | odc. 8                              |
| 2008      | Samo życie                      | kamieniarz                               |                                     |
| 2008      | Daleko od noszy                 | pacjent                                  | odc. 146                            |
| 2009      | Siostry                         | posterunkowy                             | odc. 2, 3                           |
| 2009      | Rewers                          | grubas na lotnisku                       |                                     |
| 2009      | Plebania                        | Andrzej Maślanko                         | odc. 1257                           |
| 2009      | M jak miłość                    | fryzjer                                  | odc. 656                            |
| 2009      | Majka                           | ochroniarz                               |                                     |
| 2010      | Ojciec Mateusz                  | mechanik samochodowy Marian              | odc. 42, 60                         |
| 2011      | Księstwo                        |                                          |                                     |
| 2011      | Usta usta                       | policjant                                | odc. 27                             |
| 2011      | Daleko od noszy                 | pacjent z bezsennością                   | odc. 200                            |
| 2013      | Ojciec Mateusz                  | mechanik samochodowy                     | odc. 109                            |
| 2013      | Na dobre i na złe               | klient knajpki                           | odc. 521                            |
| 2013      | Czas honoru                     | Michałek                                 | odc. 66, 67                         |
| 2014      | Wkręceni                        | miejscowy przedsiębiorca                 |                                     |
| 2014      | Świetne wieści                  | Mirek, kolega Adama z pracy              |                                     |
| 2016      | Kaprys losu                     | taksówkarz                               |                                     |
| 2017      | Druga szansa                    | techniczny                               | odc. 31                             |
| 2017      | Dziewczyny ze Lwowa             | krytyk kulinarny                         | odc. 26                             |
| 2018      | Korona królów                   | młynarz                                  | odc. 4, 33, 36                      |
| 2018      | Oko za oko                      | detektyw Hubert Cisło                    |                                     |
| 2018      | Blondynka                       | kierowca powiatowego lekarza weterynarii | odc. 87                             |
| 2019      | Za marzenia                     | Kowalski, ojciec Heleny                  | odc. 25                             |
| od 2019   | Przyjaciółki                    | Kowalczyk, sąsiad Ingi                   | odc. 161, 185                       |

## Polski dubbing
- 2012: Epoka lodowcowa 4: Wędrówka kontynentów – Flynn
- 2011: Wiedźmin 2: Zabójcy królów –
  - Ludwig Merse,
  - Nelson Skaggs,
  - Corrigan Boros
- 2011: Niesamowity świat Gumballa – Larry (serie II-VI)
- 2010: Safari 3D
- 2008: Najnowsze wydanie
- 2007: Przygody Sary Jane
- 1995: Goofy na wakacjach – Pajda
- 1995: Powrót do Wiklinowej Zatoki